# Franciszek Skrzywanek
Franciszek Skrzywanek (ur. 18 kwietnia 1894, zm. 9 lipca 1973 w Londynie) – major administracji Wojska Polskiego II RP, awansowany na stopień podpułkownika piechoty przez Prezydenta RP na uchodźstwie.

## Życiorys
Urodził się 18 kwietnia 1894. Kształcił się C. K. VI Gimnazjum we Lwowie, gdzie w 1908 ukończył III klasę. W latach 1911–1914 był członkiem Stałych Drużyn Sokoła .
16 sierpnia 1914 wstąpił do Legionów Polskich i został przydzielony do 1 pułku piechoty, a pod koniec tego roku przeniesiony do 3 pułku piechoty. Od maja 1915 służył w 12. kompanii 4 pułku piechoty . 17 września 1917 został zwolniony z Legionów .
Po zakończeniu wojny, jako były oficer Legionów został przyjęty do Wojska Polskiego i zatwierdzony w stopniu podporucznika. Został awansowany na stopień porucznika piechoty w ze starszeństwem z dniem 1 czerwca 1919, a następnie na stopień kapitana piechoty ze starszeństwem z dniem 15 sierpnia 1924. W latach 20. i 30. był oficerem 40 pułku piechoty we Lwowie. W 1936 był oficerem w Kancelarii Biura Inspekcji Generalnego Inspektora Sił Zbrojnych. Działał społecznie. Na stopień majora został mianowany ze starszeństwem z 19 marca 1938 i 29. lokatą w korpusie oficerów administracji, grupa administracyjna. W marcu 1939 nadal pełnił służbę w Biurze Inspekcji GISZ na stanowisku kierownika kancelarii.
Był działaczem gniazda III we Lwowie Towarzystwa Gimnastycznego „Sokół”. Należał do Związku Legionistów Polskich, był sekretarzem Komendy Koła 4 pp Leg.. Do 1939 figurował pod adresem ulicy Ursynowskiej 8 w Warszawie.
Po zakończeniu II wojny światowej pozostał na emigracji w Wielkiej Brytanii. Prezydent RP na uchodźstwie mianował go na stopień podpułkownika w korpusie oficerów. Zasiadał w IV Radzie Rzeczypospolitej Polskiej (1968-1970) z ramienia Ligi Niepodległości Polski.
Zmarł 9 lipca 1973 w Londynie. Został pochowany na cmentarzu Camberwell New Cemetery Honor Oak.

## Ordery i odznaczenia
- Krzyż Niepodległości – 1931 „za pracę w dziele odzyskania niepodległości”[20]
- Krzyż Walecznych – czterokrotnie (przed 1928)
- Srebrny Krzyż Zasługi[14]
- Odznaka Pamiątkowa Generalnego Inspektora Sił Zbrojnych – 12 maja 1936
- Odznaka Pamiątkowa Dawnych Harcerzy Małopolskich (1937)[21]